# Phonisches Rad
Das phonische Rad oder auch  Tonrad genannt ist ein von Poul La Cour 1875 erfundener Synchronmotor.

## Aufbau
Der Motor besteht aus einem ferromagnetischen Zahnrad, das sich vor einem Elektromagneten um eine vertikale Achse leicht dreht, wobei die Zähne sehr nahe am Magnetpol liegen, ohne ihn jedoch zu berühren. Auf dem Zahnrad liegt eine als Schwungrad wirkende Dose, in deren ringförmiger Höhlung sich Quecksilber befindet. Leitet man durch den Elektromagneten einen intermittierenden elektrischen Strom, so gerät das Rad in Rotation, die überaus gleichförmig ist, wenn die Unterbrechungen des Stromes regelmäßig erfolgen. Dies geschieht durch eine Stimmgabel, deren Zinken zwischen den Polen eines hufeisenförmigen Elektromagnets liegen. Zieht letzterer die Gabelenden an, so wird der Strom unterbrochen, die Anziehung hört auf, die Gabelenden schwingen zurück, schließen dabei wieder den Stromkreis, die Gabelenden werden wieder angezogen und der Zyklus beginnt von neuem. Diese Selbstunterbrechung des Stromes ist abhängig von der Tonhöhe der Stimmgabel; je mehr Schwingungen pro Zeitspanne erfolgen, desto schneller rotiert das phonische Rad, dessen Zähnezahl zu dem entsprechenden phonelektrischen Strom passen muss.

## Verwendung
Möglichst gleiche phonische Räder besitzen, in ein und denselben phonelektrischen Strom eingeschaltet, gleiche Drehzahl, sie eignen sich daher zur Herstellung eines sehr genauen Isochronismus und Synchronismus. Das phonische Rad diente zur Markierung astronomischer, ballistischer und physikalischer Beobachtungen, zur graphischen Aufzeichnung kontinuierlicher Kurven, zum Zählen sehr schneller Bewegungen einer Stimmgabel (Schwingungszahl eines Tones) oder rotierender Achsen (bei Maschinen), als Tachytoskop, um die Drehzahl in jedem Augenblick unmittelbar zu erkennen oder zur Erlangung einer genauen Übereinstimmung des Ganges zweier oder mehrerer voneinander weit entfernter Uhren.